# Mélanie Chasselon
Mélanie Chasselon (* 2. September 1845 in Ligny-en-Barrois; † 30. Mai 1923 ebenda) war eine französische Komponistin. Ihre Klavierwerke im Stil der Romantik wurden beim Musikverlag Heugel in Paris veröffentlicht. Ihre 1873 erschienene Nocturne für Klavier Abandon ist eines ihrer bekanntesten Stücke.
Chasselon war auch Organistin und Chorleiterin der Kirche ihrer Heimatgemeinde.